# Croce Rossa del Burundi

il simbolo della Croce Rossa

La Croce Rossa del Burundi è la società nazionale di Croce Rossa della Repubblica del Burundi, piccolo stato dell'Africa orientale.

## Denominazione ufficiale
- Croix-Rouge du Burundi (CRB), in francese, lingua ufficiale dello stato e dell'Associazione.
- Burundi Red Cross (BRC), in inglese, utilizzata internazionalmente e presso la Federazione.

## Storia
La CRB fu fondata nel 1963 e nello stesso anno venne riconosciuta dal CICR e ammessa nella "Lega della Croce Rossa e Mezzaluna Rossa", l'attuale Federazione. Nel 1964 venne riconosciuta ufficialmente anche dal governo del Burundi, con decreto ministeriale, come "associazione volontaria indipendente ausiliaria alle pubbliche autorità".
Lo statuto venne emendato nel 1968, quando il Burundi diventò una repubblica in seguito a disordini interni che portarono ad una successione di colpi di Stato; tuttavia bisognerà aspettare il 2002 perché una sessione straordinaria della Assemble Generale si riunisca per approvare ufficialmente lo statuto.
Nel 1996 ebbe inizio l'attività delle strutture provinciali in quattro province settentrionali del paese, e nel 1998 la Croce Rossa del Burundi decide di estendere la propria attività ad altre nove province. L'obiettivo viene raggiunto nel 2000, quando la copertura viene estesa a 13 del 17 province del paese, inclusa la città di Bujumbura, mediante cinque "départements" (dipartimenti) e sette "centres de coordination provinciaux" (centri di coordinazione provinciale).

## Organizzazione
La Croce Rossa del Burundi è organizzata su tre livelli separati: nazionale, provinciale e locale.
L'Assemblea Generale (in francese:Assemblée générale) è l'organo supremo della società: è composto dai membri del Comitato Nazionale, due membri di ognuno di 13 Comitati Provinciali, un membro di ogni Comitato Comunale, e dai rappresentanti dei ministeri interessati dalle attività della Croce Rossa. 
La società è governata dal Comitato Nazionale eletto dalla Assemblea Generale e composto da 15 persone. Il Comitato Esecutivo è composto dal presidente, da un tesoriere ed un suo deputato, oltre al segretario generale e quattro consiglieri eletti dall'Assemblea Generale. Ogni comitato provinciale e comunale ha il proprio comitato e la propria assemblea provinciale o comunale.

## Suddivisione territoriale
La copertura territoriale è suddivisa tra 13 Comitati Provinciali che coprono 13 delle 17 province del Paese. Di questi, 12 sono suddivisi in 93 Comitati Comunali mentre uno, quello della Provincia di Bujumbura Mairie (che è costituita dalla sola città di Bujumbura), è suddiviso in 13 "comitati di zona".